# A CAF játékvezetői
Az alábbi lista az Afrikai Labdarúgó-szövetséghez (CAF) tartozó országok nevezetes játékvezetőit tartalmazza.
| Ábécé szerinti tartalomjegyzék                                                                           |
| --- |
| A, Á B C Cs D Dz Dzs E, É F G Gy H I, Í J K L Ly M N Ny O, Ó Ö, Ő P Q R S Sz T Ty U, Ú Ü, Ű V W X Y Z Zs |

## A, Á
- El-Hedi Ben Abd el-Káder (1918–2010) tunéziai nemzetközi játékvezető
- Mehdi Abid Sarif (1980–) algériai nemzetközi játékvezető
- Bola Elizabeth Abidoye (1965–) nigériai nemzetközi játékvezető
- Luc Agbala (1947–2010) válogatott togói labdarúgó, nemzetközi játékvezető
- Xonam Agboyi (1974–) togói nemzetközi játékvezető
- Sidi Alioum (1982–) kameruni nemzetközi játékvezető
- Mohtár Amálu (1971–) algériai nemzetközi játékvezető
- Aissata Amegee (1975–) togói nemzetközi játékvezető
- Abd el-Rahím el-Arzsún (1963–) marokkói nemzetközi játékvezető
- Mohamed Diab El-Attar (1926–2016) egyiptomi labdarúgó, nemzetközi játékvezető, sportvezető
- Abd el-Káder Aújszi (1930–2016) algériai nemzetközi játékvezető

## B
- Thompson Badru (1928–2012) nigériai nemzetközi játékvezető
- Simon Bantsimba (1950–) kongói nemzetközi játékvezető
- Szaíd Belkola (1956–2002) marokkói nemzetközi játékvezető
- Daniel Bennett (1976–) dél-afrikai nemzetközi játékvezető, archeológus
- Mohammed Benúza (1972–) algériai nemzetközi játékvezető
- Ali Bin Nasser (1944–) tunéziai nemzetközi játékvezető
- Fethi Boucetta (1951–) tunéziai nemzetközi játékvezető
- Lucien Bouchardeau (1961–2018) nigeri nemzetközi játékvezető

## C
- Mamadouba Camara (1954–) guineai nemzetközi játékvezető
- Bernard Camille (1975–) Seychelle-szigeteki nemzetközi játékvezető
- Ibrahim Chaibou (1966–) nigeri nemzetközi játékvezető
- Coffi Codjia (1967–) benini nemzetközi játékvezető
- Koman Coulibaly (1970–) mali nemzetközi játékvezető

## D
- Mourad Daami (1962–) tunéziai nemzetközi játékvezető
- Jerome Damon (1972–) dél-afrikai nemzetközi játékvezető
- Fadouma Dia (1976–) szenegáli nemzetközi játékvezető
- Badara Diatta (1969–) szenegáli nemzetközi játékvezető
- Malang Diedhiou (1973–) szenegáli nemzetközi játékvezető
- Jean-Fidèle Diramba (1952–2022) gaboni nemzetközi játékvezető
- Raphael Evehe Divine (1964–) kameruni nemzetközi játékvezető
- Kokou Djaoupe (1968–) togói nemzetközi játékvezető
- Benjamin Dwomoh (1935–2013) ghánai nemzetközi játékvezető, sportvezető

## F
- Esszám Abd el-Fattáh (1965–) egyiptomi nemzetközi játékvezető
- Alhagi Faye (1951–) gambiai nemzetközi játékvezető

## G
- Saad Gamar (1936–?) líbiai nemzetközi játékvezető
- Gamál al-Gandúr (1957–) egyiptomi nemzetközi játékvezető
- Bakary Gassama (1979–) gambiai nemzetközi játékvezető
- Fatou Gaye (1966–) szenegáli nemzetközi játékvezető
- Tesfaye Gebreyesus (1935–2019) etióp nemzetközi játékvezető
- Gihád Grísa (1976–) egyiptomi nemzetközi játékvezető
- Hichem Guirat (1960–) tunéziai nemzetközi játékvezető
- Júszef el-Gúl (1936–1977) líbiai nemzetközi játékvezető

## H
- Dzsamel Hajmúdi (1970–) algériai nemzetközi játékvezető
- Mohammed Hanszál (1947–) algériai nemzetközi játékvezető
- Ahmed Helifí (1929–2012) algériai nemzetközi játékvezető

## K
- Mahmoud Kamel (1927–2004) egyiptomi nemzetközi játékvezető
- Ali Huszejn Kandíl (1921–?) egyiptomi nemzetközi játékvezető
- Mohammed Kezzáz (1962–) marokkói nemzetközi játékvezető

## L
- Belaïd Lacarne (1940–2024) algériai nemzetközi játékvezető
- George Lamptey (1929–2011) ghánai nemzetközi játékvezető
- Joseph Lamptey (1974–) ghánai nemzetközi játékvezető
- Ali Lemghaifry (1975–) mauritániai nemzetközi játékvezető
- Gladys Lengwe (1978–) zambiai nemzetközi játékvezető
- Lim Kee Chong (1960–) mauritiusi nemzetközi játékvezető

## M
- Eddy Maillet (1967–) Seychelle-szigeteki nemzetközi játékvezető, sportvezető
- Hélder Martins de Carvalho (1977–) angolai nemzetközi játékvezető
- Charles Masembe (1953–) ugandai nemzetközi játékvezető
- Petros Mathabela (1960–) dél-afrikai nemzetközi játékvezető
- Ian McLeod (1954–2017) dél-afrikai nemzetközi játékvezető
- Tagoe Mercy (1974–) ghánai nemzetközi játékvezető
- Deidre Mitchell (1975–) dél-afrikai nemzetközi játékvezető
- Abd el-Halím Mohammed (1910–2009) szudáni nemzetközi játékvezető, sportiszviselő

## N
- Kászim ibn Nászir (1977–) tunéziai nemzetközi játékvezető
- Abd el-Ali en-Násziri (1946–) marokkói nemzetközi játékvezető, sportvezető
- Youssou N’Diaye (1932–2018) szenegáli nemzetközi játékvezető
- Falla N’Doye (1960–) szenegáli nemzetközi játékvezető
- Thérèse Neguel (1981–) kameruni nemzetközi játékvezető
- Doué Noumandiez Désiré (1970–) elefántcsontparti nemzetközi játékvezető

## O, Ó
- Eric Otogo-Castane (1976–) gaboni nemzetközi játékvezető

## P
- Lassina Paré (1964–) Burkina Fasó-i nemzetközi játékvezető
- Edwin Picon-Ackong (1940–) mauritiusi nemzetközi játékvezető

## S
- Abdelaziz Sakájmi (?–?) algériai nemzetközi játékvezető
- Idrissa Sarr (1950–) mauritániai nemzetközi játékvezető
- Rajindraparsad Seechurn (1970–) mauritiusi nemzetközi játékvezető
- Badara Sène (1945–2020) szenegáli nemzetközi játékvezető
- Hédi Seoudi (1932–2022) tunéziai nemzetközi játékvezető
- Janny Sikazwe (1979–) zambiai nemzetközi játékvezető
- Modou Sowe (1963–) gambiai nemzetközi játékvezető
- Muhmed Ssegonga (1970–) ugandai nemzetközi játékvezető

## T
- Lidya Tafesse (1980–) etióp nemzetközi játékvezető
- Felix Tangawarima (1958–) zimbabwei nemzetközi játékvezető, koordinátor
- Seyoum Tarekegn (1937–) etióp nemzetközi játékvezető
- Bamlak Tessema (1980–) etióp nemzetközi játékvezető
- Idrissa Traoré (?–) mali nemzetközi játékvezető

## Y
- Omer Yengo (1954–) kongói nemzetközi játékvezető

## Zs
- Szelím el-Zsedídi (1970–) tunéziai nemzetközi játékvezető
- Nezsi Zsujni (1949–) tunéziai nemzetközi játékvezető